# Isaac Roberts Hawkins

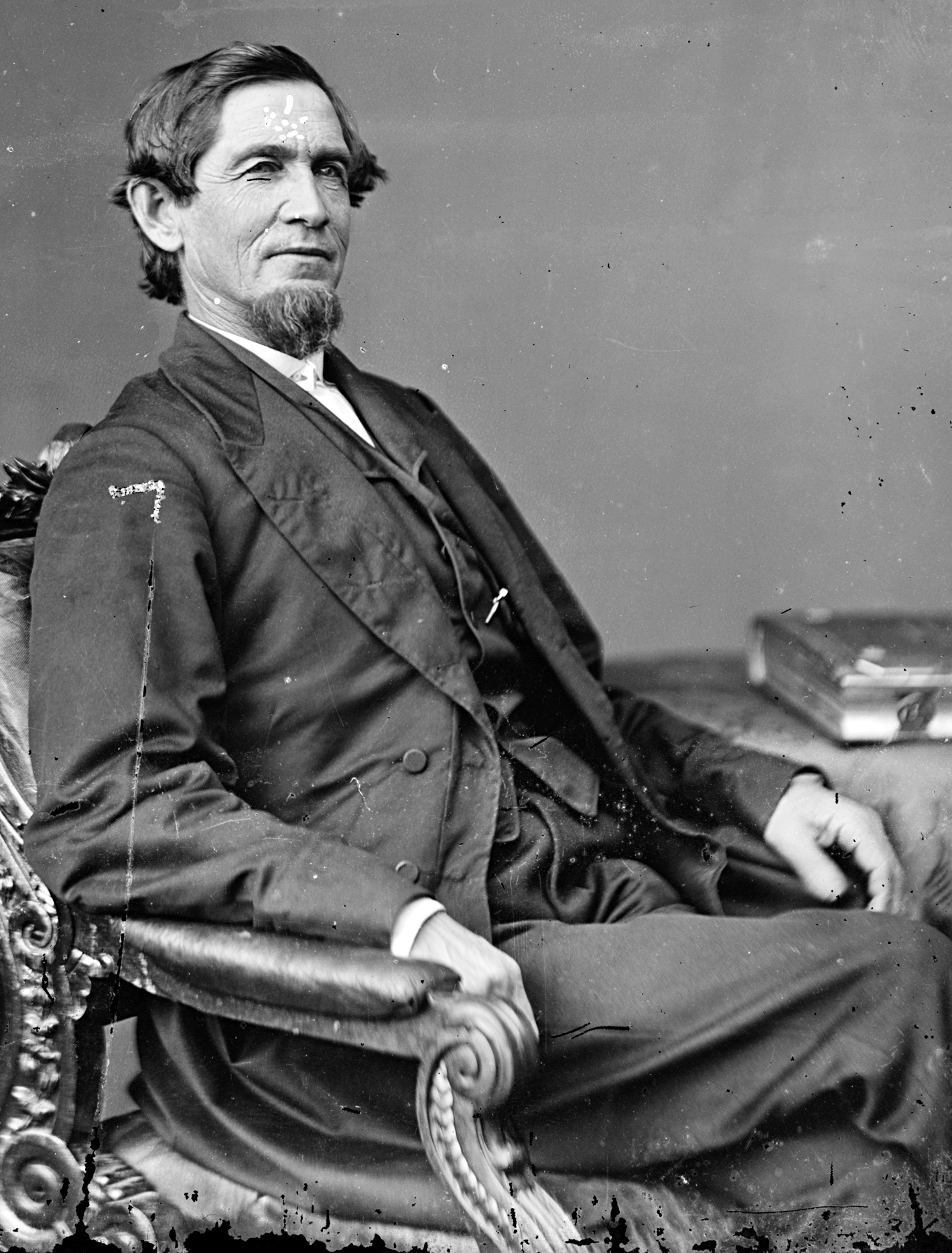
Isaac Roberts Hawkins

Isaac Roberts Hawkins (* 16. Mai 1818 bei Columbia, Tennessee; † 12. August 1880 in Huntingdon, Tennessee) war ein US-amerikanischer Politiker. Zwischen 1866 und 1871 vertrat er den Bundesstaat Tennessee im US-Repräsentantenhaus.

## Werdegang
Im Jahr 1828 zog Isaac Hawkins mit seinen Eltern in das Carroll County, wo er die öffentlichen Schulen besuchte. Danach wurde er in der Landwirtschaft tätig. Nach einem anschließenden Jurastudium und seiner im Jahr 1843 erfolgten Zulassung als Rechtsanwalt begann er in Huntingdon in seinem neuen Beruf zu arbeiten. Während des Mexikanisch-Amerikanischen Krieges war Hawkins Leutnant in der US Army. Anschließend praktizierte er wieder als Anwalt. Im Frühjahr 1861 war Hawkins Delegierter auf einer Konferenz in Washington, auf der erfolglos versucht wurde, den Ausbruch des Bürgerkrieges zu verhindern. Im Jahr 1862 wurde er Bezirksrichter. Im weiteren Verlauf des Bürgerkriegs trat er in das Heer der Union ein, in dem er es bis zum Oberstleutnant brachte. 1864 geriet er kurzzeitig in Kriegsgefangenschaft. Später wurde er bei einem Gefangenenaustausch freigelassen.
Nach der Wiederzulassung Tennessees wurde Hawkins als Unionist im siebten Wahlbezirk seines Staates in das US-Repräsentantenhaus in Washington gewählt, wo er am 24. Juli 1866 sein neues Mandat antrat. Nach zwei Wiederwahlen konnte er bis zum 3. März 1871 im Kongress verbleiben. Dort vertrat er seit 1867 die Republikanische Partei. Zwischen 1869 und 1871 war er Vorsitzender des Committee on Mileage. Im Jahr 1868 war Hawkins Delegierter zur Republican National Convention in Chicago, auf der Ulysses S. Grant als Präsidentschaftskandidat nominiert wurde. Während seiner Zeit als Kongressabgeordneter wurden dort der 14. und der 15. Verfassungszusatz verabschiedet.
Nach seinem Ausscheiden aus dem US-Repräsentantenhaus zog sich Hawkins aus der Politik zurück. Er starb am 12. August 1880 in Huntingdon, wo er auch beigesetzt wurde.